# Затоплювані луки Замбезії

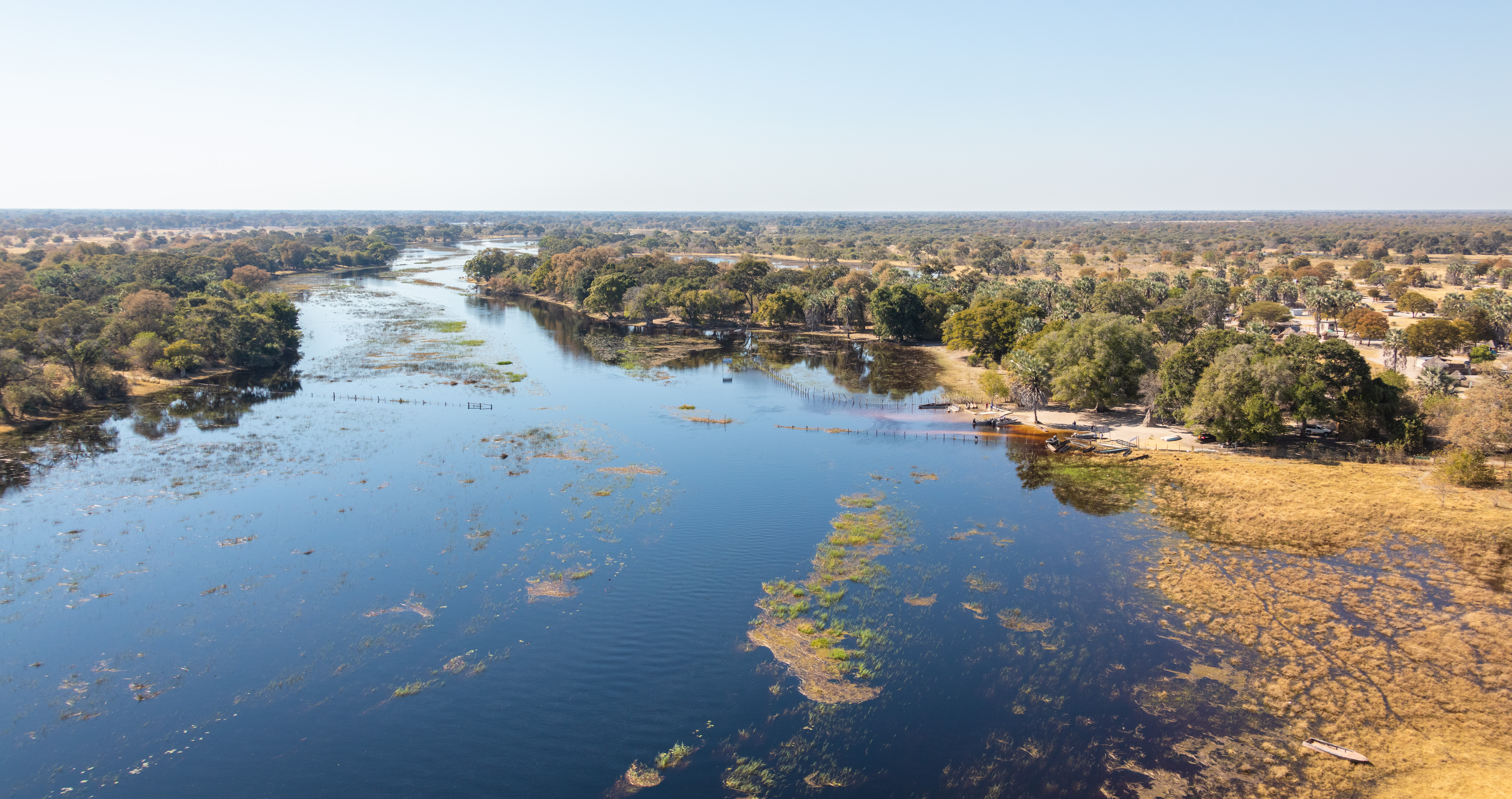
Ландшафт дельти Окаванго

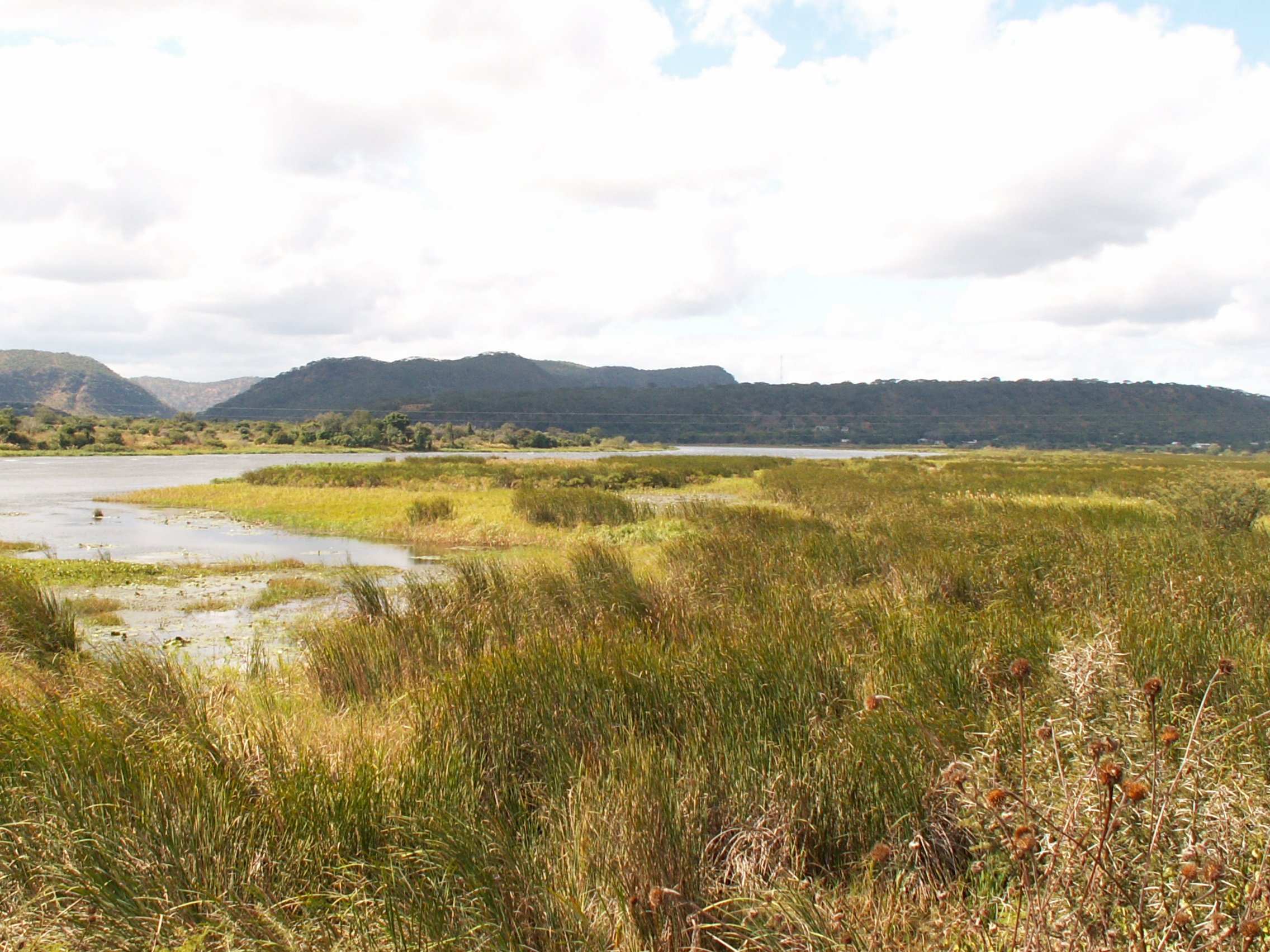
Ландшафт рівнин Кафуе

Затоплювані луки Замбезії (ідентифікатор WWF: AT0907) — афротропічний екорегіон затоплюваних луків і саван, розташований в Південній та Східній Африці.

## Географія
Екорегіон затоплюваних луків Замбезії охоплює низку сезонних або постійних водно-болотних угідь, розташованих в Замбезії, широкому поясі сезонно сухих міомбових та мопанових рідколісь, які простягаються від північної Ботсвани, Намібії і Анголи на заході до Танзанії та Мозамбіку на сході.
Великі анклави затоплюваних луків Замбезії включають:
- Долину річки Кіломберо[en] та рівнину Мката на півдні Танзанії;
- Заплави річок Малагарасі[en], Муйовозі та Угалла на заході Танзанії;
- Заплаву річки Вембере[en] та озеро Кітангірі в Танзанії;
- Дельту Окаванго в Ботсвані;
- Район навколо озера Чилва в Малаві;
- Заплаву Баротсе[en], рівнини Кафуе[en], болота Бусанга та Луканга[en] в басейні Замбезі в Замбії;
- Верхів'я Чамбеші[en], болото Бангвеулу[en], дельта річки Луапула[en] при впадінні в озеро Мверу та район навколо озера Мверу-Вантіпа в Замбії.

Більша частина екорегіону лежить на плато, на висоті від 1000 до 1200 м над рівнем моря. З геологічної точки зору основу екорегіону складають докембрійські вулканічні породи, граніти, серпентиніти та пісковики. Незначні нерівності поверхні плато призводять до сезонних затоплювань територій регіону. Основу алювіальних ґрунтів регіону складають важкі глини.
Деякі частини екорегіону історично були заселені людьми. Так, народ лозі традиційно мешкає в плавнях Баротселенду, а їхнє життя тісно пов'язане з сезонним затопленням цієї території. Рівнини Кафуе використовувалися народом кафуе як місце для розведення великої рогатої худоби та, частково, для ведення сільського господарства. Однак більша частина територій екорегіону відзначається широкою присутністю мухи цеце (Glossina), яка переносить сонну хворобу або трипаносомоз, що вражає як людей, так і худобу. Ця небезпека, у поєднанні з тим фактом, що більша частина екорегіону принаймні частково охороняється, пояснює відносно низьку густоту населення в більшості заплав екорегіону.

## Клімат
У межах екорегіону переважає саванний клімат (Aw за класифікацією кліматів Кеппена) або вологий субтропічний клімат (Cwa за класифікацією Кеппена). Влітку, з листопада до березня на півдні регіону та з листопада до кінця травня на півночі регіону, триває спекотний сезон дощів. Прохолодний сухий сезон триває до семи місяців. Середня максимальна температура коливається від 18 до 27 °C, залежно від висоти, а середня мінімальна температура — від 9 до 18 °C. Різниця в кількості опадів в різних частинах екорегіону є досить значною. В районі озера Бангвеулу середньорічна кількість опадів становить 1400 мм, тоді як в дельті Окаванго в Ботсвані, а також в долині Угалли та в районі озера Муйовозі в Танзанії вона коливається від 450 до 600 мм. Сезонне затоплення водно-болотних угідь регіону, однак, залежить не лише від локальних опадів, але й від кліматичних умов у верхніх частинах водозбірних басейнів.

## Флора і фауна
Сезонні коливання рівня води та різниця у стійкості різних рослин та рослинних угруповань призводить до формування складної, мінливої мозаїки едафічних луків, що перемежовуються постійними водоймами, де переважає напівводна рослинність, луками та чагарниковими заростями. У більшості водно-болотних угідь регіону переважає папірус (Cyperus papyrus), африканський очерет (Phragmites mauritianus) та гіпопотамова трава (Vossia cuspidata), а також різні види плоскухи (Echinochloa), леєрсії (Leersia), рису (Oryza) та рогозу (Typha). У деяких водно-болотних угіддях, зокрема на озері Чилва, зустрічається галофітна рослинність.
Екорегіон вирізняється високим фауністичним різноманіттям. Тут зустрічаються великі стада копитних ссавців. Зокрема, в заповіднику Моремі мешкає більш ніж 20 000 лехве (Kobus leche), а в Національному парку Лохінвар — понад 35 000 ендемічних кафуйських лехве (Kobus leche kafuensis). В долині Кіломберо мешкає найбільша збережена популяція пуку (Kobus vardonii), а в дельті Муйовозі на північному заході Танзанії — понад 20 000 африканських буйволів (Syncerus caffer caffer). Багато копитних, які населяють цей регіон, щорічно здійснюють великі міграції заплавою у відповідь на коливання рівня води. Топі (Damaliscus lunatus), які здебільшого живуть на сезонно затоплюваних луках, слідують за водою, яка відступає під час сухого сезону, і відступають на пагорби, коли вода підіймається. Блакитні гну (Connochaetes taurinus taurinus) та орібі (Ourebia ourebia) також часто зустрічаються на заплавних луках, хоча останні віддають перевагу менш заболочених територіям, де трави та дерева забезпечують їм їжу та укриття. В заплавах часто зустрічаються смагляві коби (Kobus ellipsiprymnus), пуку (Kobus vardonii), великі редунки (Redunca arundinum) та сітатунги (Tragelaphus spekii selousi), хоча ці види, як правило, віддають перевагу очеретяним заростям або лісам в долинах річок. Великі куду (Tragelaphus strepsiceros), конгоні (Alcelaphus buselaphus), імпали (Aepyceros melampus), чорні шаблероги (Hippotragus niger) та кінські антилопи (Hippotragus equinus) іноді зустрічаються на порослих лісом окраїнах затоплюваних луків. Серед інших травоїдних тварин, поширених в регіоні, слід відзначити саванних слонів (Loxodonta africana), бурчеллових зебр (Equus burchelli), південних жирафів (Giraffa giraffa) та звичайних канн (Taurotragus oryx). Майже в усіх заплавах екорегіону зустрічаються звичайні бегемоти (Hippopotamus amphibius). Зокрема, популяція бегемотів, що мешкає у водно-болотних угіддях Мверу-Ваніпа, нараховує від 2000 до 3000 особин.
Хоч багато ссавців є спільними для всього екорегіону, різні його частини можуть мати досить відмінний видовий склад. Наприклад, ендемічні чорні лехве (Kobus leche smithermani), топі (Damaliscus lunatus lunatus) та сітатунги (Tragelaphus spekii selousi) домінують в заплавах Бангвеулу, тоді як найбільш поширеними травоїдними тваринами на рівнинах Кафуе є кафуйські лехве (Kobus leche kafuensis) та бурчеллові зебри (Equus burchelli). Подібні закономірності очевидні для великих хижих ссавців, різні види яких переважають у різних районах. Серед поширених в екорегіоні хижаків слід відзначити лева (Panthera leo), африканського леопарда (Panthera pardus pardus), південноафриканського гепарда (Acinonyx jubatus jubatus), плямисту гієну (Crocuta crocuta) та рідкісну гієнову собаку (Lycaon pictus). Серед дрібних хижих ссавців, характерних для екорегіону, слід відзначити болотяну мангусту (Atilax paludinosus), капську видру (Aonyx capensis) та плямистошию видру (Hydrictis maculicollis).
Орнітофауна екорегіону вирізняється високим різноманіттям. Серед рідкісних водно-болотних птахів, поширених в екорегіоні, слід відзначити ботсванійську чепуру (Egretta vinaceigula), білошийого журавлі (Grus carunculata), південного журавля-вінценоса (Balearica regulorum), лучного деркача (Crex crex), великого баранця (Gallinago media), довгопалого погонича (Sarothrura lugens), вусату чайку (Vanellus albiceps) та китоголова (Balaeniceps rex). Серед майже ендемічних птахів, поширених в регіоні, слід відзначити замбійську лібію (Lybius chaplini), танзанійського ткачика (Ploceus reichardi), катанганського ткачика (Ploceus katangae) та сірочубого багдаїса (Prionops poliolophus). Ендеміками екорегіону є річкові ткачики (Ploceus burnieri), кіломберські таміки (Cisticola bakerorum) та прудкі таміки (Cisticola anderseni), поширені в долині Кіломберо.
Видове різноманіття та рівень ендемізму герпетофауни в екорегіоні не дуже високі. Серед ендеміків екорегіону слід відзначити мерарську жабу (Sclerophrys reesi) та баротселендську водяну змію (Crotaphopeltis barotseensis). В деяких заплавах регіону зустрічаються нільські крокодили (Crocodylus niloticus) та центральноафриканські вузькорилі крокодили (Mecistops leptorhynchus).

## Збереження
Близько 67 % площі екорегіону є заповідними територіями. Природоохоронні території включають: Мисливський резерват Моремі, Національний парк Лохінвар та Національний парк Блакитної Лагуни в Замбії, а також Національний парк Кігосі та Національний парк річки Угалла в Танзанії. У 2014 році дельта Окаванґо була внесена до списку Світової спадщини ЮНЕСКО.